# Маун ап Брохвайл

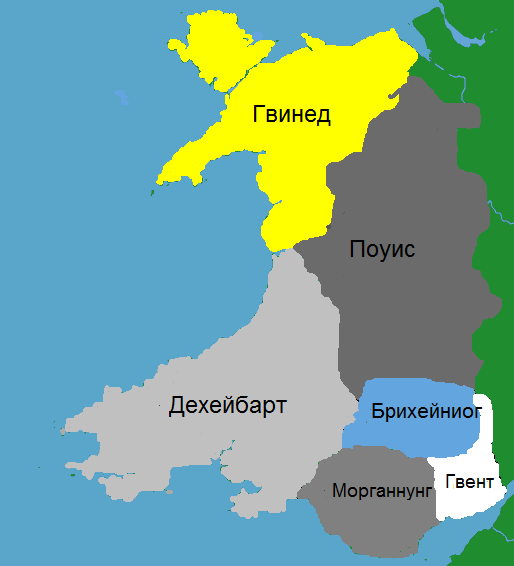
Карта Уэльса с обозначением уэльских королевств

Маун ап Брохвайл (валл. Mawn ap Brochwel (ок. 570 — ок. 613)) — король Восточной части Поуиса.

## Биография
Он упоминается в «Бухедд Беуно» (§7) как Маун мап Брохвел, который милостиво принял Беуно и подарил ему Аберриу за его душу и душу его отца.
С 577 года южные рубежи Пенгверна находятся под некоторым давлением со стороны Хвикке, поскольку британские королевства, такие как Каэр Баддане, Каэр Кери и Каэр Глоуи, перестали существовать. Поражение является катастрофой для всех бриттов запада страны, поскольку оно также отделяет Пенгверн и Гвент от Думнонии и Каэр Келемиона. Каэр-Гурикон разграблен саксами. Город переживал некоторый упадок примерно до 520 года или около того, когда началось значительное деревянное строительство. Однако после этого нападения примерно к 600 году нашей эры дворяне в значительной степени покинули его, а столицу перенесли в более защищенное место. Сразу после этого на арену вступают Догвейлинг и Гвинет в Поуисе и Пенгверне, хотя, по словам Эдварда Доусона, Пенгверн остается частью Поуиса, а суды Пенгверна и Каэр Луит-Койт являются повисианскими судами.
Учитывая валлийский акцент на происхождении, позволяющем претендовать на трон, кажется вероятным, что лидер Догвейлина (вероятно, Киндруин) ранее женился на дочери короля Поуиса, что давало его потомкам право управлять Поуисом по правилам происхождения Гвинеда (которые были унаследованы от их предков, пиктов-вениконцев). Римляне и романо-британцы используют первородство, но правила пиктов означают, что любой потомок, независимо от формы этого происхождения, имеет право наследовать (это означает, что даже внебрачные сыновья своенравных дочерей могут появиться и претендовать на часть территории или даже королевская власть). Тот факт, что Догвейлионы признаны правителями Поуиса (и той части Поуиса, которая известна как Пенгверн), весьма показателен.
В 613 году он участвовал в составе объединённой армии бриттов в битве при Каэр-Легионе вместе со своим племянником Селивом, где они получили сокрушительное поражение от войск Нортумбрии и Мерсии. Множество знатных бриттов погибло тогда, Киндруин был в числе тех кто выжил. В том же году он и король Думнонии Бледрик ап Герайнт собрали войско и выступили против Англосаксов в битве при Бангор-ис-Койде, в которой бритты вновь были разгромлены. Король Думнонии пал в сражении, а Киндруин снова выжил. Считается, что в 613 году он стал править Пенгверном, которым ранее управлял, Маун, брат Кинана Гаруина, и таким образом, дядя Селива Боевого Змея. Он, вероятно, помог своему сыну Элвану узурпировать трон Поуиса. Таким образом, последний обнаруживается вторгающимся в традиционные родословные земли Поуиса. Ни Киндилан, ни его отец Киндруин не фигурируют в традиционной родословной правителей Догвейлинга, однако Элван, возможно:"Элут ап Глас ап Элнау ап Догвайл".